# Greto e risorgive del torrente Stura
Greto e risorgive del torrente Stura este o arie protejată (sit de importanță comunitară — SCI) din Italia întinsă pe o suprafață de 559 ha, integral pe uscat.

## Localizare
Centrul sitului Greto e risorgive del torrente Stura este situat la coordonatele 44°29′49″N 7°41′53″E / 44.497°N 7.698°E.

## Înființare
Situl Greto e risorgive del torrente Stura a fost declarat sit de importanță comunitară în mai 2017 pentru a proteja 2 specii de animale.

## Biodiversitate
Situată în ecoregiunea continentală, aria protejată conține 8 habitate naturale: Ape puternic oligomezotrofe cu vegetație bentonică cu Chara spp., Pajiști uscate seminaturale și facies de acoperire cu tufișuri pe substraturi calcaroase (Festuco-Brometalia) (* situri importante pentru orhidee), Păduri aluvionare cu Alnus glutinosa și Fraxinus excelsior (Alno-Padion, Alnion incanae, Salicion albae), Râuri de munte și vegetația lor lemnoasă cu Salix elaeagnos, Lacuri eutrofice naturale cu vegetație de tip Magnopotamion sau Hydrocharition, Râuri de munte și vegetația erbacee de pe malurile acestora, Cursuri de apă de la nivel de câmpie la nivel montan, cu vegetație Ranunculion fluitantis și Callitricho-Batrachion, Păduri mixte riverane de Quercus robur, Ulmus laevis și Ulmus minor, Fraxinus excelsior sau Fraxinus angustifolia, de-a lungul marilor râuri (Ulmenion minoris).
La baza desemnării sitului se află mai multe specii protejate:
- amfibieni (1): Triturus carnifex
- nevertebrate (1): Coenagrion mercuriale

Pe lângă speciile protejate, pe teritoriul sitului au mai fost identificate 2 specii de plante, 4 specii de amfibieni, 2 specii de nevertebrate, 4 specii de reptile.